# 鄂尔多斯左翼前旗
鄂尔多斯左翼前旗，中国清代、民国时期内蒙古旧旗名。1949年按其俗称改名准格尔旗。

## 历史
清朝顺治六年（1649年）以鄂尔多斯部置，治所在今内蒙古自治区准格尔旗西西营子。俗称准格尔旗，“准格尔”即蒙古语“左翼”。属伊克昭盟。1940年代，治所迁移至沙圪堵，即今治。1949年九·一九起义后，中共政权已控制绥远省全境，准格尔旗之名逐取代鄂尔多斯左翼前旗。

## 鄂尔多斯左翼前旗扎萨克固山贝子世系
1. 班扎拉卫征诺延（衮必里克墨尔根第六子）
2. 色棱（色楞，班札拉的玄孙）1649年（清顺治六年）封为固山贝子，领鄂尔多斯左翼前旗札萨克，旗札萨克驻札勒谷。1676年卒
3. 衮布喇什（贡布喇什，色棱长子）1677年袭位，1680年晋封多罗贝勒，1684年卒
4. 根都什辖布（根东什辖布，衮布喇什长子）1685年袭位，1709年卒
5. 罗布藏（根都什辖布长子）1709年袭位，1733年、辅国公：1733年、贝子：1733年 - 1740年卒
6. 纳木扎勒多尔济（那木吉尔达木济，罗布藏长子）1740年袭位，1777年卒
7. 色旺喇什（纳木扎勒多尔济次子）1777年袭位，1812年卒
8. 额尔德呢（鄂尔德尼，色旺喇什子）1812年袭位，1821年卒
9. 察克都尔色楞（葵圪堵尔色楞，额尔德呢子）1821年袭位，1852年卒
10. 札那嘎尔迪（察克都尔色楞长子）1852年袭位，1854年、贝勒衔：1854年 - 1894年、三眼花翎：1894年 - 1901年卒
11. 珊济密都布（察克都尔色楞三子，尊称“老三爷”、俗称“喇嘛三爷”）：1838年生，1901年还俗袭位，1913年卒
12. 阿拉腾敖其尔（珊济密都布子，尊称“少王爷”）：1913年绥远都统潘矩楹任命准旗东协理那森达赖护理札萨克印务。1914年3月25日，北洋政府参谋本部、国务院批令：阿拉腾敖其尔成人后承袭准格尔旗札萨克贝勒爵位“应即照准”。1920袭位，1925年卒。
13. 宝音巴达尔胡（奇治国，阿拉腾敖其尔的遗腹子）：1925年底出生。因年幼未袭位，仅为记名扎萨克王爷，旗政实际上由东协理那森达赖来执掌。1932年那森达赖、奇子俊父子被枪杀，奇寿山为东协理，代理札萨克印务，不久被奇文英枪杀。伊克昭盟、绥远省府批准奇文英任准格尔旗东协理，代理札萨克印务。1938年，奇文英出任蒙古伊盟游击第一区司令。1942年奇治国年满18岁，奇文英在马占山主持的德胜西交印大会上，将旗政交于奇治国，1945年2月奇治国病逝。东协理奇文英再次护理札萨克印务。1946年奇文英被奇子祥派人拦路枪杀。奇文英之孙奇涌泉继任伊盟第一区警备司令、国民党准旗党部执委、准旗政务委员会主任委员。1948年4月11日解放军攻克神山，奇涌泉被俘。[1]
14. 奇福海（1921～1964），即补音达赖，没落贵族家庭出身。1948年12月24日，经伊盟盟政会、绥远省政府省主席董其武批准，奇福海就任准旗扎萨克、保安司令部司令，后被称为“末代王爷”。此时扎萨克王府和军队驻扎准旗黄河以北的第一达庆牌王保公，黄河以南均为解放区。绥远和平解放后，任准旗人民政府文教科长，伊盟畜牧处副处长。